# Средне-Франкское королевство
Средне-Франкское королевство (Средняя Франкия, лат. Francia Media, фр. Francie médiane) — государство, образованное в результате раздела Франкской империи по Верденскому договору в 843 году, куда вошла Италия и полоса земель от нынешних Нидерландов до Прованса. К Средней Франкии, во главе которой встал император Лотарь I, отошла также бо́льшая часть бывшей франкской Бургундии, за исключением небольшой северо-западной части к западу от Соны, которая была закреплена за Западной Франкией и на территории которой в дальнейшем образовалось Бургундское герцогство.
Территория Средней Франкии охватывала земли, населённые различными народами — германскими (франками в Австразии, фризами во Фрисландии, алеманнами в Эльзасе) и романскими (в Бургундии, Провансе и на территории современной Италии). Формальной столицей королевства был Рим, а фактической — Ахен. В 844 году Лотарь I назначил своего старшего сына Людовика королём Италии, а в 850 году попросил римского папу короновать Людовика как императора, хотя и сам продолжал быть императором.
В 855 году Лотарь I, почувствовав приближение смерти, завещал разделить Среднюю Франкию между своими сыновьями, после чего постригся в монахи в Прюмском аббатстве и через несколько дней умер. По Прюмскому разделу Италия и титул императора отошли старшему сыну Людовику II Итальянскому, а королевство Прованс (включая большую часть Бургундии) — младшему сыну Карлу Прованскому. Среднему сыну Лотарю II досталась территория, охватывающая в основном западную Австразию и Фризию, названная затем Лотарингией.

Раздел Средней Франкии по Прюмскому договору 855 года
Королевство Лотаря II
Королевство Людовика II
Королевство Карла Прованского